# Horch 901
Der Horch 901 war ein mittlerer geländegängiger Einheits-Pkw für die Wehrmacht, der 1935/36 nach Vorgabe des Heereswaffenamtes mit Einzelradaufhängung und Allradantrieb im Zwickauer Werk Horch der Auto Union AG entwickelt wurde.

## Vorgeschichte
Die Motorisierung von Reichswehr und Wehrmacht wurde anfänglich vor allem durch die Beschaffung ziviler PKW-Modelle unterschiedlicher Hersteller und Baumuster getragen, die für den militärischen Einsatz modifiziert wurden. Im Jahr 1933 wurde eine Klassifizierung der vorhandenen Fahrzeuge durchgeführt: leichte Pkw (bis zu 1,5 Liter Hubraum), mittlere Pkw (1,5–3 Liter Hubraum) und schwere Pkw mit über 3 Liter Hubraum. Schon 1934 fiel die Entscheidung, zukünftig diese Klassen mit speziellen militärischen Fahrgestellen zu ersetzen. Die offene Aufrüstung der Wehrmacht ab dem Jahr 1935 zielte deshalb auf die Ausstattung der motorisierten Einheiten mit neuen Fahrzeugen. Denn zum einen genügten die vorhandenen Fahrzeuge in Bezug auf ihre Geländegängigkeit und Haltbarkeit den militärischen Ansprüchen nicht und zum anderen war durch die Vielzahl von Herstellern und Modellen, oft sogar verschiedene Entwicklungsstufen eines Modells, die Versorgung mit Ersatzteilen logistisch sehr aufwändig.
Nach der Machtergreifung der NSDAP standen die finanziellen Mittel für die Motorisierung reichlicher zur Verfügung und ab 1934 wurde ein Entwicklungsprogramm für Einheitsfahrgestelle angestoßen. Angestrebt wurden dabei höchstmögliche Geländegängigkeit, weitgehende Vereinheitlichung der Teile und die Anwendung neuester kraftfahrzeugtechnischer Entwicklungen, um die Fahrzeuge über einen langen Zeitraum ohne Änderungen von Teilen produzieren zu können.

## Entwicklung
Der mittlere Einheits-PKW der deutschen Wehrmacht wurde als konservativer Entwurf angelegt, bei dem auf technisch überkomplizierte Fahrwerkstechnik verzichtet wurde. Deshalb verfügte dieses Fahrzeug nie über eine Allradlenkung. Die eigentlich vorgesehene Standardisierung wurde bereits bei der Einführung des Typ 40 im Hinblick auf die Motorisierung aufgegeben. Denn in diesem Modell kamen sowohl bei Wanderer als auch bei Opel selbst, die gut verfügbaren Opel-Motoren zum Einsatz, während Horch weiterhin seinen eigenen Motor einbaute.

## Produktion
Zwischen 1937 und 1943 lieferte Horch 14.911 Fahrzeuge aus, die mit zwei verschiedenen Achtzylinder-V-Motoren bestückt waren: anfangs eine 80 PS (59 kW) starke Version mit 3,5 Liter Hubraum aus dem zivilen Pkw Typ Horch 830/930; spätere Wagen hatten einen 3,8-Liter-Motor mit 90 PS (66 kW).
Im gleichen Zeitraum fertigte das ebenfalls zum Auto-Union-Konzern gehörende Werk Siegmar (ehemals Wanderer) ca. 16 000 Fahrzeuge als Wanderer 901 mit Horch-V8-Motoren und Opel Blitz-Sechszylinder-Reihenmotoren mit einer Leistung von 75 PS (55 kW).
Als Lizenzbau stellte das Opelwerk Brandenburg zwischen 1938 und 1943 mindestens 3860 mittelschwere Einheits-Pkw mit Opel-Sechszylindermotoren her. Dieser Fahrzeugtyp wurde als Opel Typ mPl bezeichnet.
Eine große Zahl von Firmen war in die Fertigung der Karosserien eingebunden. Bekannt geworden sind:
- Karosseriefabrik N. Trutz, Coburg
- Ambi-Budd, Berlin
- Horch, Zwickau
- Minnameier, Nürnberg
- Buhne Karosseriebau Berlin
- Seegers, Leipzig
- Linke-Hofmann-Busch Werke AG, Breslau
- Deissner & Sohn, Köthen (Anhalt)
- Gläser-Karosserie, Dresden

## Technische Beschreibung
Die ersten Fahrzeuge des Horch 901 (Baujahr 1937) unterschieden sich geringfügig von den später in größeren Stückzahlen gefertigten Fahrzeugen, bei diesen Fahrzeugen waren die Kotflügel länger nach unten gezogen, es fehlte eine Stoßstange und die später typischen Staukisten für die Gleitschutzketten. Als technische Lösung, welche dem Fahrzeug eine größere Geländegängigkeit verschaffen sollte, hatten der erste Typ 901 in der Mitte der Karosserie auf beiden Seiten ein drehbares Reserverad als Stützrad angebracht. Um die Stützräder technisch nutzen zu können, war eine quer zum Leiterrahmen verlaufende Stützachse erforderlich, welche den im Fahrzeug vorhandenen Platz reduzierte.
Fahrer und Beifahrer verfügten über Einzelsitze und hinten konnten zwei, maximal drei, Personen auf einer schmalen Bank sitzen. Die übliche Ausführung hatte ein offenes Planenverdeck, das nach hinten weggekippt werden konnte, und Steckfenster. Aus der Historie der Kübelwagen kommend konnten am frühen Modell die Türen ausgehangen werden, doch belegen die fotografischen Darstellungen, dass diese Möglichkeit praktisch nicht genutzt wurde.
Auf der Rückseite des Fahrzeugs war bei der frühen Ausführung ein Laderaum mit einer einteiligen Klappe von hinten zugänglich.
Ab 1940 verzichtete man auf die Stützachse und die Karosserie wurde verbreitert. Das Fahrzeug bot so mehr Platz im Innenraum und ein Reserverad wurde nun rechts im Innenraum des Fahrzeugs mitgeführt.

## Varianten

### Horch 901 Typ 40
Den Anforderungen des Krieges angepasst erfolgte ab 1940 eine Vereinfachung der Karosserie, die als Typ bezeichnet wird. Der Aufbau wurde breiter und bot mehr Platz im Innenraum, was auch durch den Wegfall der Stützachse möglich wurde. Bei diesem breiteren Aufbau wurde die zuvor einteilig nach unten aufschwenkende Heckklappe durch eine zweiteilige zu den Seiten aufschwenkende Konstruktion ersetzt.

### Horch 901 Cabriolet (Kfz. 21)
In einer kleinen Serie für Offiziere wurde eine spezielle Cabriolet-Ausführung mit komfortableren Sitzen für die Mitfahrenden eingeführt. Zudem ähnelte die Karosserie mit ihrem abgerundeten Heck und fest eingebauter Windschutzscheibe und Seitenfenstern eher einem zivilen Personenkraftwagen. Zusätzlich wurde ein leistungsstärkerer 90-PS-Motor verbaut.

## Einsatz

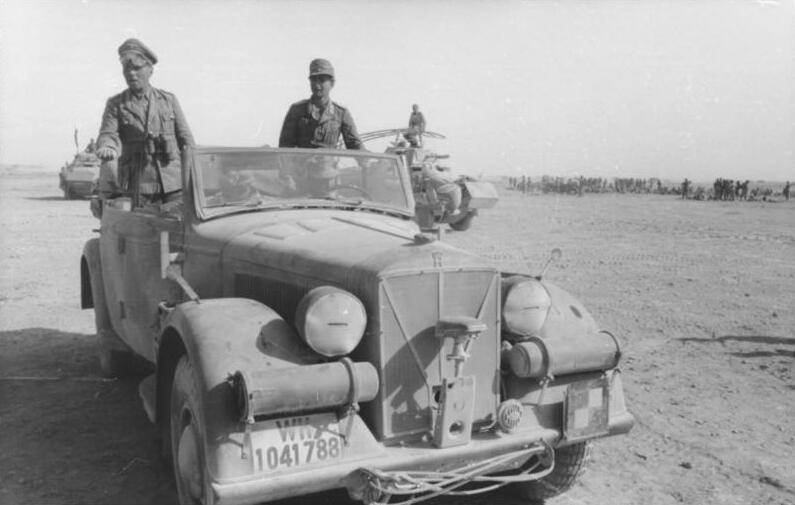
Feldmarschall Rommel und Fahrer Hellmut von Leipzig in seinem Horch 901

Angesichts verhältnismäßig hoher Produktionszahlen handelt es sich um ein während des Zweiten Weltkrieges häufig fotografierten Fahrzeugtypen. Seine Verwendung bildet den typischen Bedarf einer Armee dieser Zeit bei geländefähigen Personenkraftwagen dar. Die deutsche Wehrmacht schlüsselte die unterschiedlich ausgestatteten Fahrzeuge mittels einer Kraftfahzeuge-Nummer.
- Kfz. 12 – mittlerer geländegängiger Personenkraftwagen

- Kfz. 15 – Nachrichtenkraftwagen (Telefonie) / Funkkraftwagen
- Kfz. 16 – mittlerer Meßtrupp Kraftwagen (Licht- und Schallmessung der Artillerie)
- Kfz. 16/1 – Vorwarnerkraftwagen (Licht- und Schallmessung der Artillerie)
- Kfz. 17 – Fernsprech-Betriebskraftwagen (Telefonie/geschlossener Kofferaufbau) / Funkkraftwagen (Funk/geschlossener Kofferaufbau) / Rundfunkaufnahme-Kraftwagen (20 St. 1940) / Kabelmeßkraftwagen (12 St. 1941)
- Kfz. 17/1 – Funkkraftwagen (Funk/geschlossener Kofferaufbau/Kurbelmast für höhere Reichweite)
- Kfz. 21 – schwerer geländegängiger Personenkraftwagen (Sechssitzer für Kommandeure) / schwerer geländegängiger Personenkraftwagen (Sonderkarosserie, ca. 100 Kommandeurswagen)

Die Fertigung der Einheits-Pkw wurde 1943 aufgegeben. Die vielseitigen Mannschaftswagen, Mercedes-Benz L 1500 S/A und Steyr 1500 A, die zudem eine höhere Nutzlast hatten, ersetzten diese in den Planstellen der Verbände.

## Weblinks

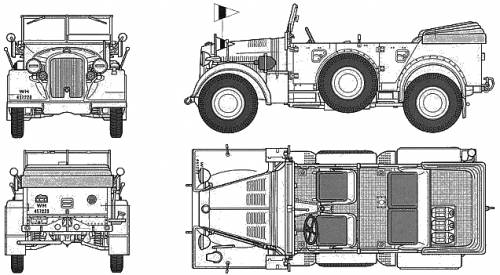
Aufriss des Fahrzeuges